# Борна киселина
Борната киселина е слаба Люисова киселина, която често се използва като антисептик, инсектицид, огнезащита, поглъщател на неутрони или като предшественик на други химични съединения. Има химична формула H3BO3 (понякога записвана и като B(OH)3) и съществува под формата на безцветни кристали или бял прах, който се разтваря във вода. Като минерал се нарича сасолин. Солите ѝ оцветяват пламъка в зелено.
Борната киселина е отровна, само ако се приема вътрешно или се вдишва в големи количества. Дълготрайното излагане на борна киселина води до поражения по бъбреците.

## Разпространение
Борната киселина (или сасолинът) се намира в природата в няколко вулканични райони, като например Тоскана и Еолийските острови в Италия и Невада в САЩ. В тези райони борната киселина се изпуска заедно с пара от пукнатини в земята. Среща се и като съставка в много минерали в природата – боракс, борацит, улексит и колеманит. Борната киселина и солите ѝ се срещат в морската вода. Освен това тя се съдържа и в почти всички растителни плодове.
Борната киселина е получена за пръв път от Вилхелм Хомберг от боракс, като по това време е наречена „седативна сол на Хомберг“ (на латински: sal sedativum Hombergi). Въпреки това боратите, включително и борната киселина, се използват още от древни времена за чистене, консервиране и други дейности.

## Получаване
Борна киселина може да се получи чрез реагирането на боракс (натриев тетраборат) с минерална киселина, като например солна киселина:
{\displaystyle {\ce {Na2B4O7.10H2O + 2 HCl -> 4 H3BO3 + 2 NaCl + 5 H2O}}}
Може да се получи и като вторичен продукт от хидролиза на борни трихалиди и диборан:
{\displaystyle {\ce {B2H6 + 6 H2O -> 2 B(OH)3 + 6 H2 ^}}}
{\displaystyle {\ce {BX3 + 3 H2O -> B(OH)3 + 3 HX}}} (X = Cl, Br, I)

## Физични свойства
Борната киселина съществува под формата на безцветни кристали или бял прах. Тя е много по-малко разтворима от NaCl във вода при обикновена температура и кристализира във вид на блестящи люспести кристали в моноклинна сингония. С повишаване на температурата разтворимостта ѝ нараства. Слоестата структура на борната киселина и вандерваалсовите и несиметричните водородни връзки определят малката твърдост и ниската плътност на кристалите H3BO3 и цепителността ѝ на тънки люспести кристали.

## Химични свойства
Структурата на борната киселина е слоеста, като слоевете са изградени от (BO3) единици, свързани помежду си с несиметрични водородни връзки. Тя е много слаба едносновна люисова киселина, действаща не като донор на H+, а като акцептор на OH- от водните молекули, като комплесът, който дава с водата, е източник на протони:
{\displaystyle {\ce {B(OH)3 + 2H2O <=> H3O^+ + [B(OH)4]^-}}}.
Борната киселина е разтворима в кипяща вода. Когато се нагрее до над 170 °C, тя се дехидратира, образувайки метаборна киселина (HBO2):
{\displaystyle {\ce {H3BO3 -> HBO2 + H2O}}}
Метаборната киселина е бяло кристално твърдо вещество, което е малко разтворимо във вода. Тя се топи при около 236 °C, а над 300 °C се дехидратира, образувайки тетраборна (пироборна) киселина (H2B4O7):
{\displaystyle {\ce {4 HBO2 -> H2B4O7 + H2O}}}
Терминът борна киселина понякога се отнася за всяко от тези съединения. По-нататъшно нагряване (до около 330 °C) води до образуването на борен триоксид.
{\displaystyle {\ce {H2B4O7 -> 2 B2O3 + H2O}}}
Има противоречиви тълкувания за произхода на киселинността на водните разтвори на борната киселина. Рамановата спектроскопия на силно алкални разтвори показва наличието на B(OH)−
4 йони, което кара някои учени да заключат, че киселинността се дължи единствено на извличането на OH− от водата:
{\displaystyle {\ce {B(OH)3 + H2O <=> B(OH)_4^- + H^+}}} (K = 7,3×10−10; pK = 9,14)
или по-точно изразени за водния разтвор:
{\displaystyle {\ce {B(OH)3 + 2 H2O <=> B(OH)_4^- + H_3O^+}}}
Полиборатни аниони се образуват при pH 7 – 10, ако концентрацията на бор е над 0,025 mol/L. Най-известният такъв е тетраборатният йон, който се среща в минерала боракс:
{\displaystyle {\ce {H^+[B(OH)_4]^- + 2H^+ <=> [B_4O_5(OH)_4]^- + 7H_2O}}}
Борната киселина спомага за абсорбцията на нискочестотен звук в морската вода.
С полиоли като глицерин и манитол, киселинността на разтвора се увеличава. Така например с манитол pH спада до 5,15. Това се дължи на образуването на хелат, [((OH)4C6H8O2)2B]−, като тази характеристика се използва в аналитичната химия.
Борната киселина се разтваря в безводна сярна киселина:
{\displaystyle {\ce {B(OH)_3 + 6H_2SO_4 -> 3H3O^+ + 2HSO_4^- + B(HSO_4)_4^-}}}
Борната киселина взаимодейства с алкохоли, образувайки боратни естери, B(OR)3, където R е алкил или арил. Добавя се и дехидратиращ агент, като например концентрирана сярна киселина:
{\displaystyle {\ce {B(OH)3 + 3 ROH -> B(OR)3 +3 H2O}}}

## Употреба

### Промишленост
Основното промишлено приложение на борната киселина е в производството на нишки фибростъкло. То се използва за подсилване на пластмаси, от лодки до промишлени тръбопроводи и компютърни платки. В бижутерството, борната киселина се използва често в комбинация със спирт за намаляване на повърхностното окисление.
Борната киселина, смесена с боракс в съотношение 4:5, е високо разтворима във вода, макар поотделно те да не са толкова разтворими. Разтворът се използва като огнеупорен агент за дърво чрез импрегниране.
Използва се като консервиращо средство и за получаване на натриев пероксоборат, който е важна съставна част на перилните препарати. В индустриален мащаб натриев преоскиборат Na[B(OH)3OOH] се получава при електролиза на натриев борат.
Борната киселина е едно от най-често използваните вещества, което неутрализира флуороводородната киселина (HF). Тя кара свободните F− аниони да образуват комплексни соли. Този процес премахва токсичността на флуороводородната киселина, в частност нейната способност за изолира калций от кръвния серум, което може да доведе до спиране на сърцето и разграждане на костите.

### Медицина
Борната киселина може да се използва като антисептик за малки изгаряния или порязвания. Силно разреден разтвор от борна киселина може да се използва и за промивка на очите или за вагинален душ като лечение на бактериална вагиноза. Като антибактериална съставка, борната киселина може да се използва и за третиране на акне. Продължителното използване на такъв разтвор при деца е токсично.

### Инсектицид
Борната киселина се използва за контролиране на хлебарки, термити, бълхи и много други насекоми. Продуктът като цяло се счита за безопасен за домакинска употреба. Той отравя стомасите на насекомите, което засяга метаболизма им, а сухият прах е абразивен за техните екзоскелети. Поради това борната киселина не убива насекомите моментално, а ги убива постепенно, след като са преминали по повърхност с прах от нея.

### Консервиране
Борната киселина предотвратява и спира гниенето на дървесината. Може да се използва заедно с етиленгликол за третиране на дървото срещу гъби и насекоми. Възможно е да се инжектира под формата на гел в дървото. Концентрати, включващи киселината, могат да предотвратят развиването на мицел и водорасли дори и в морска среда.
Киселината се добавя към сол при втвърдяването на кожи на добитък. Това спомага за контролирането на бактериалната среда и насекомите.

### Буфер на pH
Борната киселина в равновесие с основа от боратни йони се използва често (в концентрация от 50 до 100 ppm борни еквивалента) като буфер на pH в плувни басейни. Това е слаба киселина, с pKa = 9,24 (pH, при което буферирането е най-силно, тъй като свободните киселинни и боратни йони са в еднаква концентрация) в чиста вода при 25 °C.

### Смазване
Колоидните суспензии от наночастици с борна киселина, разтворена в петрол или растително масло, могат да са особено добър лубрикант върху керамични или метални повърхности, с коефициент на триене при плъзгане, който намалява с покачване на налягането от 0,1 до 0,02. Борна киселина се използва за смазване на дъските за керъм, което позволява по-бърза игра.

### Ядрена енергетика
Борната киселина се използва в атомните централи за неутронно отравяне. Борът в киселината намалява вероятността за ядрено делене, като абсорбира някои неутрони. Естественият бор е съставен от около 20% бор-10 и 80% бор-11. Изотопът бор-10 има голямо напречно сечение, което поглъща нискоенергийните неутрони. Увеличаването на концентрацията на борна киселина в охладителя на реактора намалява вероятността неутроните да предизвикат ядрено делене. Борна киселина се използва само в реакторите с вода под налягане. Кипящите реактори използват воден разтвор на борна киселина и боракс за аварийно спиране на системата. След аварията в Чернобил се изсипва борна киселина в избухналия четвърти реактор на централата за да се предотврати последваща ядрена реакция.